# Comuna Muromske, Bilohirsk
Muromske (în ucraineană Муромське) este o comună în raionul Bilohirsk, Republica Autonomă Crimeea, Ucraina, formată din satele Dîvne, Hlibne, Krîvțove, Muromske (reședința) și Sinne.

## Demografie
Componența lingvistică a comunei Muromske
     Rusă (51,23%)
     Tătară crimeeană (30,81%)
     Ucraineană (13,35%)
     Alte limbi (0,55%)
Conform recensământului din 2001, majoritatea populației comunei Muromske era vorbitoare de rusă (51,23%), existând în minoritate și vorbitori de tătară crimeeană (30,81%) și ucraineană (13,35%).